# 컴튼역
컴튼역(Compton Station)은 로스앤젤레스 군 광역철도의 파란선역 중 하나이다. 섬식 승강장으로 이루어져 있으며, 캘리포니아주 컴튼 중심부에 있는 컴튼 대로(Compton Boulevard)의 윌로브룩 애비뉴(Willowbrook Avenue)의 중앙부에 위치한다. 이 역은 르네상스 센터 쇼핑 센터(Renaissance Center Shopping Center)와 인접해 있다.

### 역 구조
| 승강장 | 파란선                          | ← 아르테시아 역 Artesia Station ← 다운타운 롱비치 역행 (종착점행)                               |
| 승강장 | 섬식 승강장, 왼쪽 출입문이 열림 |                                                                                                 |
| 승강장 | 파란선                          | → 윌로브룩/로자파크스 역 Willowbrook/Rosa Parks Station → 7th 스트리트/메트로센터 역행 (기점행) |

## 서비스

### 열차 운행 정보
파란선 운행 시간은 매일 오전 5시부터 오전 12:45까지이다.

### 연결 가능한 대중교통
- 메트로 로컬: 51, 55 (오후 10시~오전 4시 사이), 60 (심야), 125, 127, 128, 202, 351
- 컴튼 르네상스 트랜싯(Compton Renaissance Transit): 1, 2, 3, 4, 5
- 가데나 트랜싯(Gardena Transit): 3

### 마틴 루터 킹 Jr. 트랜싯 센터
2011년 5월 8일, 메트로와 컴튼 시관계자는 컴튼 역 인근에 새로운 마틴 루터 킹 Jr. 트랜싯 센터를 개장했다. 새 환승센터에는 8개의 버스 승강장이 새로 설치돼 있어 쉽고 안전하게 철도역에 접근할 수 있다. 메트로 버스 51, 125, 127, 128, 351호선이 모두 이 시설에 정차한다. 메트로 버스 60호선은 메트로 파란선이 운행되지 않는 새벽 시간에 정차한다.

## 인근 역세권
- 컴튼 시민센터(Compton Civic Center)
- 컴튼 고등학교(Compton High School)
- 마틴 루터 킹 트랜싯 센터(Martin Luther King Transit Center)
- 마틴 루터 킹 Jr. 기념관(Martin Luther King, Jr. Memorial)
- 컴튼/우들리 공항(Compton/Woodley Airport)
- 게이트웨이 타운 센터(Gateway Towne Center)